# Jag vet på vem jag tror
Jag vet på vem jag tror är en psalm av Johan Olof Wallin från 1816 om ”Trones seger, förtröstan och wisshet om syndaförlåtelse”, som psalmen rubriceras i den wallinska psalmboken. Först publicerad i "Förslag till Swensk Psalmbok" (1816).
Psalmen utstrålar trosvisshet och trygghet men handlar mer om svåra prövningar - ångerns bittra kval, oro och bekymmer, dödens timme - än om Guds goda gåvor. Var och en av de sex stroferna börjar dock med Paulus ord i fängelset: "Jag vet på vem jag tror" (2 Tim. 1:12), nämligen på honom som just Paulus kallar "Guds outsägligt rika gåva" (2 Kor. 9:15) och som är det största tacksägelseämnet för både Paulus och Wallin. Det finns också en glädje i botten av psalmen, av det slag som Luthers lilla katekes uttrycker så: "där syndernas förlåtelse är, där är också liv och salighet." Sista versen i psalmen anspelar på Jesu ord i Bergspredikan (Matteus 7:21): "Inte kommer var och en in i himmelriket, som säger 'Herre, herre', utan den som gör min himmelske Faders vilja."
Melodin (F-moll, 4/4 eller 2/2, u.t.) förekommer tidigast i "New Ordentlich Gesangbuch" från 1648, men efter J.C.F. Haeffners bearbetning 1819 ändrades melodin och har sedan använts till fler psalmtexter.

## Publicerad som
- Nr 193 i 1819 års psalmbok under rubriken "Omvändelse" och med underrubriken "Trones seger, förtröstan och wisshet om syndaförlåtelse".
- Nr 24 i Fridstoner 1926 under rubriken "Böne- och lovsånger".
- Nr 363 i 1937 års psalmbok under rubriken "Trons prövning under frestelser och lidanden" i lätt bearbetad version.
- Nr 557 i Den svenska psalmboken 1986 efter att Britt G. Hallqvist 1983 gjort en lätt bearbetning, under rubriken "Förtröstan, trygghet" och då närmatexten till versionen i 1819 års psalmbok.
- Nr 385 i Svensk psalmbok för den evangelisk-lutherska kyrkan i Finland (1986) under rubrken "Tro och trygghet" med något annan text än i Den svenska psalmboken.